# Guaramiranga
Guaramiranga là một đô thị thuộc bang Ceará, Brasil. Đô thị này có diện tích 59,471 km², dân số năm 2007 là 4307 người, mật độ 72,42 người/km².